# Rip City Remix
I Rip City Remix sono una squadra di pallacanestro statunitense con sede a Portland (Oregon) che partecipa come affiliata ai Portland Trail Blazers alla NBA G League, il campionato professionistico di sviluppo della National Basketball Association.

## Allenatori
- 2023-presente:  Jim Moran